# Asea Brown Boveri
Asea Brown Boveri je švicarsko-švedska tvrtka sa sjedištem u Zürichu, koja se bavi pretežito energetikom i automatizacijom.
Nastala iz švedske tvrtke Allmänna Svenska Elektriska Aktiebolaget (ASEA) i švicarske Brown, Boveri & Cie. (BBC)

## Vanjske poveznice
- www.abb.com